# Dinaro del Kelantan
Il dinaro del Kelantan fu coniato per la prima volta nel 2006 da Mariwasa Kraftangan, un fabbricante locale di souvenir e di copie di oggetti d'arte e culturali. Il governo dello stato malese di Kelantan cercò di dare al dinaro uno stato di corso legale, ma ricevette il veto del Governo federal malese di Kuala Lumpur. Il dinaro è ora prodotto senza valore legale. L'unica valuta a corso legale nel Kelantan è il ringgit malese. Secondo la costituzione malese infatti gli stati della Malesia non hanno il diritto di emettere moneta.
Le monete hanno una composizione in oro a 22 carati. Sono coniate 3 monete - 1/4, 1/2 ed 1 dinaro.